# Eremobelba brevispathulata
Eremobelba brevispathulata är en kvalsterart som beskrevs av Balogh och Sandór Mahunka 1969. Eremobelba brevispathulata ingår i släktet Eremobelba och familjen Eremobelbidae. Inga underarter finns listade i Catalogue of Life.